# Víctor Ibáñez Pascual
Víctor Ibáñez Pascual (Barcelona, Cataluña, España, 21 de abril de 1989), más conocido como Víctor Ibáñez, es un futbolista español. Juega como guardameta y su actual equipo es el Matsumoto Yamaga F. C. de la J3 League.
Además está licenciado en Psicología por la UOC (Unversitat Oberta de Catalunya).

## Trayectoria
Se trata de un futbolista formado en las categorías inferiores del FC Barcelona. Debuta en la Segunda B en las filas del equipo filial del RCD Espanyol durante la temporada 2007/2008, cuando contaba con tan sólo 18 años. Dicha temporada disputa un total de 2 partidos.
La siguiente campaña, la 2008/2009, también compite con el filial "perico" en que había descendido ese año a Tercera, haciéndose con un puesto de titular y consiguiendo el ascenso. La temporada 2009/2010 sigue en el equipo en Segunda B, disputando un total de 31 partidos. El equipo solo está esa temporada en la categoría y vuelve a descender a Tercera.
La temporada 2010/2011 la comienza en el CD Castellón de la Segunda B. Sin embargo en el mercado de invierno y tras no tener la oportunidad de debutar se marcha a la SD Eibar hasta el final de la temporada, club con el que queda campeón de grupo y lucha para ascender a Segunda División. El objetivo no se cumple tras perder en la segunda eliminatoria de play off frente al CD Alcoyano. Sin embargo el jugador tampoco goza de minutos en el conjunto "armero".
Para la temporada 2011/2012 ficha por el Club Lleida Esportiu, del grupo III de Segunda División B, con el que queda séptimo del grupo III y disputa un total de 37 partidos.
Para la temporada 2012/2013 se hace oficial su fichaje por el FC Cartagena, recién descendido de la Segunda División y que competirá en Segunda División B durante dicha campaña.
Con el conjunto albinegro, termina la liga regular como subcampeón de grupo y disputa las eliminatorias de ascenso a Segunda División. Además, se convierte en el portero menos goleado del grupo. El verano del 2013 acaba libre y ficha por la UD Almería B. El barcelonés ha jugado con los almerienses en Segunda b 36 partidos en tanto que con el Cartagena la  campaña anterior jugó en 31 ocasiones incluido el playoff de ascenso ante el Caudal.
En verano de 2014 firma con el AD Alcorcón debutando en la Segunda División. Al poco tiempo rescinde su contrato en su primer año con el club al no contar el técnico con él. 
Más tarde, jugaría durante dos temporadas defendiendo las camisetas de CE L’Hospitalet y Real Zaragoza B en Segunda División B.
En enero de 2017 emprende su aventura a Japón para jugar durante dos temporadas en las filas del FC Gifu de la J2 League.
En enero de 2020, firma por el SC Sagamihara de la J2 League.
En 2021, firma por el  Montedio Yamagata de la misma división.
El 9 de enero de 2022, firma por el Matsumoto Yamaga F. C. de la J3 League.

## Clubes
| Club                  | País   | Año             | Partidos | Goles encajados |
| --------------------- | ------ | --------------- | -------- | --------------- |
| R. C. D. Espanyol "B" | España | 2007-2010       | 33       | 40              |
| C. D. Castellón       | España | 2010            | 0        | 0               |
| S. D. Eibar           | España | 2011            | 0        | 0               |
| Lleida Esportiu       | España | 2011-2012       | 37       | 40              |
| F. C. Cartagena       | España | 2012-2013       | 30       | 16              |
| U. D. Almería "B"     | España | 2013-2014       | 36       | 44              |
| A. D. Alcorcón        | España | 2014            | 0        | 0               |
| Real Zaragoza "B"     | España | 2014-2015       | 25       | 34              |
| C. E. L'Hospitalet    | España | 2015-2016       | 17       |                 |
| FC Gifu               | Japón  | 2016-2020       | 44       |                 |
| SC Sagamihara         | Japón  | 2020-2021       |          |                 |
| Montedio Yamagata     | Japón  | 2021            |          |                 |
| Matsumoto Yamaga FC   | Japón  | 2022-Actualidad |          |                 |